# عبد العزيز بن محمد السويلم
عبد العزيز بن محمد بن عبد الرحمن السويلم من مواليد منطقة (حائل 1383/11/10 هـ / 24 أبريل 1964م) بروفيسور سعودي، يشغل حالياً منصب الرئيس التنفيذي للهيئة السعودية للملكية الفكرية. وكان قبلها يشغل منصب نائب رئيس مدينة الملك عبدالعزيز للعلوم والتقنية لدعم البحث العلمي، بالمرتبة الخامسة عشرة. وللسويلم خبرة واسعة في مجال حقوق الملكية الفكرية على الصعيد المحلي والدولي، إذ عمل مستشاراً لدى المنظمة العالمية للملكية الفكرية "ويبو" (WIPO) ومنظمة الأمم المتحدة للتربية والعلم والثقافة  (يونسكو).

## التعليم
السويلم: حاصل على شهادة الدكتوراه من جامعة شفيلد ببريطانيا عام م1999 في تخصص التقنية الحيوية والهندسة الوراثية، والماجستير في  الكيمياء الحيوية من جامعة الملك سعود - عام م1995وحاصل على درجة البكالوريوس من جامعة الملك سعود في الكيمياء الحيوية عام 1986م، وعمل على مشاريع بحثية في الجينوم والبريتومكس والسلامة الحيوية والتحوير الوراثي، وله أبحاث، وتقارير علمية محكمة في التقنية الحيوية والهندسة الوراثية والأخلاقيات مرتبطة بالنشاط البحثي على الكائنات الحية، وحاضر في جامعات ومؤتمرات وندوات محلية وعالمية.

## السيرة المهنية
تقلد السويلم رئاسة وعضوية عدد من مجالس الإدارات واللجان المحلية والدولية، حيث عمل كرئيس اللجنة الدولية الحكومية للأخلاقيات الحيوية اللجنة الحكومية الدولية للاخلاقيات الحيوية (IGBC) في (اليونسكو) بين عامي 2009-2011م، ورئيس اللجنة الوطنية للأخلاقيات الحيوية (NCBE)، وتم اختياره مستشاراً متعاوناً مع اليونسكو والويبو، ورئيس اللجنة الإشرافية لإعداد الخطة الاستراتيجية للسلامة المرورية، وعضو مجلس إدارة هيئة الاتصالات وتقنية المعلومات، وعضو اللجنة التحضيرية للمجلس الأعلى للبترول، وعضو المجلس الأعلى لجائزة المراعي للإبداع العلمي والأمين العام للجائزة، وعضو مجلس البيئة.
كما شغل عبد العزيز السويلم منصب نائب الرئيس لدعم البحث العلمي في مدينة الملك عبد العزيز للعلوم والتقنية منذ عام 1431هـ وعُيّن على درجة أستاذ باحث في العام نفسه، وعمل قبل ذلك مشرفاً على معهد بحوث الموارد الطبيعية والبيئة لمدة عشر سنوات، ورئيساً لمركز أبحاث التقنية الحيوية في مدينة الملك عبد العزيز للعلوم والتقنية. كما ترأس عددًا من مجالس الإدارات واللجان المحلية والدولية وشارك في عضويتها، إذ رأس اللجنة الدولية الحكومية للأخلاقيات الحيوية “اليونسكو” بين عامي 2009 – 2011م واللجنة الوطنية للأخلاقيات الحيوية NCBE، واللجنة الإشرافية لإعداد الخطة الاستراتيجية للسلامة المرورية.
والدكتور عبد العزيز السويلم عضوًا بمجلس إدارة مستشفى الملك فيصل التخصصي ومركز الأبحاث، ومجلس إدارة هيئة الاتصالات وتقنية المعلومات، واللجنة التحضيرية للمجلس الأعلى للبترول، ومجلس البيئة، واللجنة الوطنية لآليات التنمية النظيفة، والمجلس الأعلى لجائزة المراعي للإبداع العلمي والأمين العام للجائزة.

## حقوق الملكية الفكرية
وللسويلم خبرة واسعة في مجال حقوق الملكية الفكرية على الصعيد المحلي والدولي، إذ عمل مستشاراً لدى المنظمة العالمية للملكية الفكرية “الويبو” ومنظمة الأمم المتحدة للتربية والعلم والثقافة “اليونسكو”، كما شغل منصب نائب الرئيس لدعم البحث العلمي في مدينة الملك عبد العزيز للعلوم والتقنية منذ عام 1431- 1438هـ (2010-2018) وعمل قبل ذلك مشرفاً على معهد بحوث الموارد الطبيعية والبيئة لمدة عشر سنوات (2002-2010) في مدينة الملك عبد العزيز للعلوم والتقنية – ورئيساً لمركز أبحاث التقنية الحيوية بالمدينة. كما رأس عدداً من مجالس الإدارات واللجان المحلية والدولية وشارك في عضويتها إذ رأس اللجنة الدولية الحكومية للأخلاقيات الحيوية “اليونسكو” بين عامي 2009 – 2011م واللجنة الوطنية للأخلاقيات الحيوية NCBE، واللجنة الإشرافية لإعداد الخطة الاستراتيجية للسلامة المرورية.

## الأبحاث
عمل على عدد من المشاريع البحثية في مجال الجينوم والبريتومكس والسلامة الحيوية والتحوير الوراثي، كما له العديد من الأبحاث، والتقارير العلمية المحكمة في مجال التقنية الحيوية والهندسة الوراثية والأخلاقيات؛ المرتبطة بالنشاط البحثي على الكائنات الحية، وحاضر في العديد من الجامعات والمؤتمرات والندوات المحلية والعالمية